# Retraite par répartition
 (décembre 2010).
Si vous disposez d'ouvrages ou d'articles de référence ou si vous connaissez des sites web de qualité traitant du thème abordé ici, merci de compléter l'article en donnant les références utiles à sa vérifiabilité et en les liant à la section « Notes et références ».

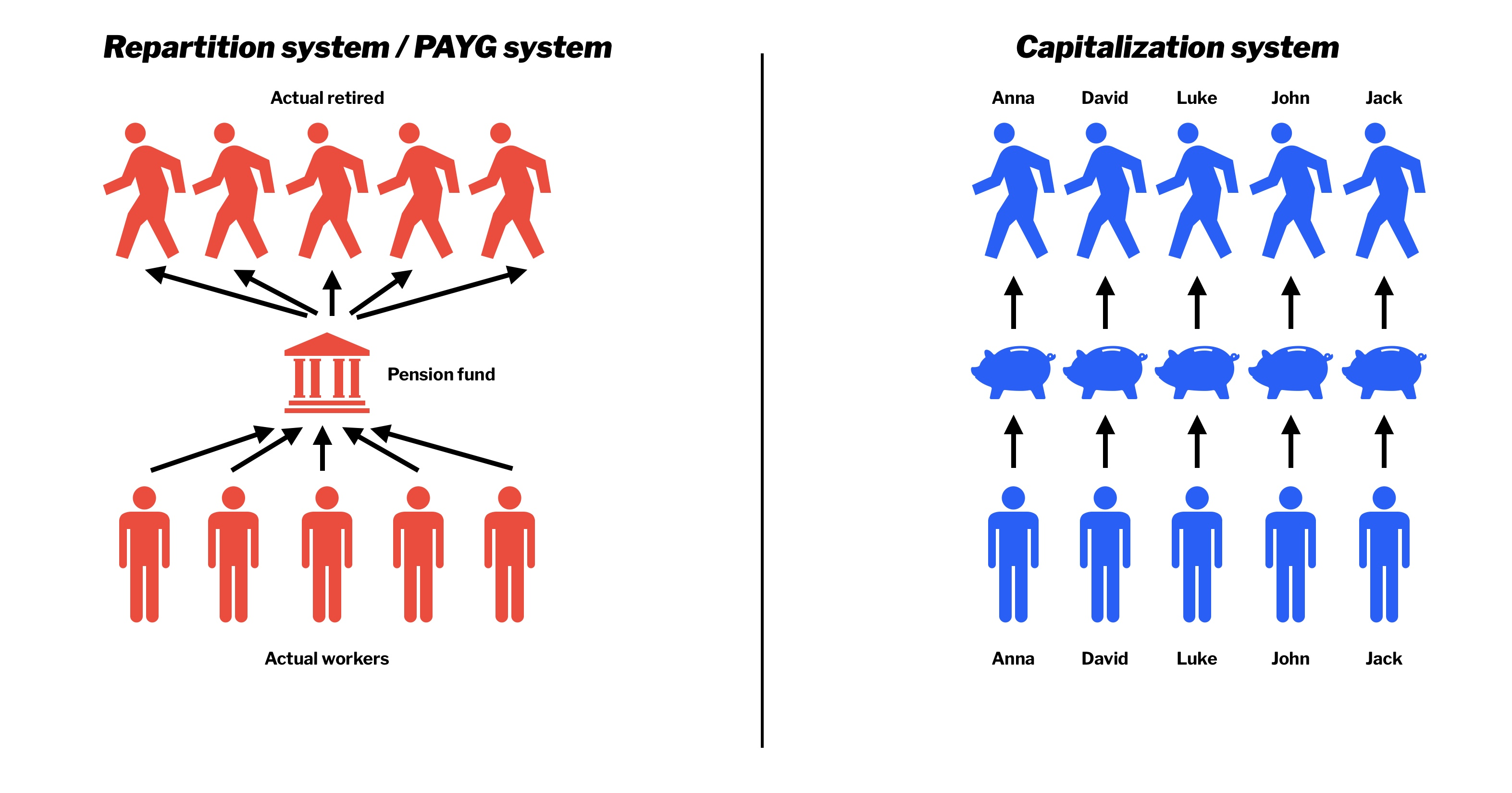
La retraite par répartition et la retraite par capitalisation.

La retraite par répartition est un système de financement des caisses de retraite qui consiste à les alimenter par les cotisations, basées sur les revenus professionnels de travailleurs en activité (« assurance vieillesse »), lesquelles servent au paiement des pensions des retraités « au même moment ». En contrepartie des cotisations qu'ils versent, les salariés actifs acquièrent des droits qui leur permettront, à leur tour, de bénéficier d'une pension de retraite financée par les générations d'actifs suivantes. C'est donc, par principe, un système basé sur la solidarité intergénérationnelle.
Dans le discours politique, on l'oppose au concept de retraite par capitalisation.

## Principe de fonctionnement
Dans un système de retraite par répartition simple, les salariés payent par leurs cotisations les pensions des personnes déjà à la retraite. Le montant global des cotisations doit correspondre à la somme des pensions à verser.
Dans ce système, les caisses de retraite ne doivent en principe pas constituer de réserve financière : l'équilibre entre le volume de cotisations collectées et celui des pensions versées doit être assuré à chaque instant. Si le flux de cotisations varie pour des raisons économiques (augmentation ou baisse de la croissance de la production) ou démographiques (augmentation ou baisse de la population), les pensions ont tendance à varier dans le même sens.
En pratique, des déséquilibres financiers apparaissent lorsque les recettes et les dépenses du système ne sont pas en adéquation. Les recettes peuvent diminuer si le flux de cotisations baisse, par exemple à la suite d'une baisse de la masse salariale. Les dépenses peuvent augmenter si le nombre de retraités augmente, par exemple si l'espérance de vie de la population s'améliore.
Afin de limiter le déséquilibre financier, il est possible d'agir sur essentiellement plusieurs paramètres :
1. le taux de cotisation ;
2. les paramètres qui déterminent le niveau des pensions : « taux de liquidation » (ou taux de remplacement) et revenu de référence sur lequel est calculé le montant de la retraite ;
3. l'âge de liquidation des droits à la retraite (ou âge légal de départ), qui affecte à la fois les recettes et les dépenses : un âge de départ élevé se traduit par un nombre plus élevé de cotisants et un nombre plus faible de retraités.

### Mode de fonctionnement
Il existe deux modes de fonctionnement :
- le système contributif, dans lequel les pensions sont directement proportionnelles au montant total des cotisations versées par le salarié au cours de sa carrière professionnelle.
- le système redistributif, dans lequel les pensions sont indépendantes du montant des cotisations versées. Le but est de permettre aux salariés les plus modestes de bénéficier de la solidarité des salariés aux revenus plus importants.

### Équilibre
Si les cotisations et les pensions sont fixes, il est assez improbable que la somme collectée coïncide exactement à la somme des pensions à verser. Pour équilibrer le système, on fait varier l'un des termes.
Dans un régime « à cotisation définie », l'équilibre s'obtient en faisant varier les pensions en fonction des ressources : les actifs et les retraités profitent de la croissance ou subissent les crises ensemble.
Dans un régime « à prestation définie », les cotisations varient en fonction des besoins : seuls les actifs profitent de la croissance ou subissent les crises. Les pensionnés sont protégés, tant que les sommes nécessaires n'excèdent pas les capacités réelles du système productif.
À paramètres constants (durée et montant de cotisation, etc.), l'équilibre instantané du système de répartition est lié au ratio de dépendance démographique. D'après (Laffargue 2008, p. 312), ce rapport est le nombre de personnes âgées de 55 ans et plus sur celui des personnes âgées de 20 à 54 ans (il est parfois défini avec des âges différents, selon la définition retenue de la population dépendante et de la population active). Dans les pays développés, ce rapport est actuellement compris entre 4/10 (États-Unis, Pays-Bas) et 6/10 (Suède). Le Conseil d'orientation des retraites prévoit que, vers 2050, il atteindra 12/10 dans les pays d'Europe les plus vieillissants (Italie, Espagne), 10/10 dans la plupart des autres pays européens et 7/10 à 8/10 aux États-Unis.
Une augmentation de ce rapport rend plus difficile le financement du système, puisqu'il correspond à une augmentation du nombre de pensionnés par rapport au nombre d'actifs payant les pensions. Ce rapport est en outre considérablement amplifié par le chômage qui diminue le nombre des cotisants, le ralentissement des gains de productivité (qui peuvent compenser l'évolution démographique) et la faible activité des personnes de plus de 60 ans. Ainsi, en 2000 en France, seuls 20 % des hommes âgés de 60 à 64 ans étaient actifs contre 70 % en 1960 (Laffargue 2008, p. 313).
Les facteurs suivants peuvent ramener l'équilibre :
- augmentation du nombre de cotisants ;
- augmentation du taux de cotisation ;
- augmentation de la durée de cotisation ;
- augmentation de l'âge de départ à la retraite ;
- baisse du salaire de référence ;
- appel à d'autres ressources indépendantes (subventions de l'État[4] pour l'essentiel) ;
- baisse du nombre de pensionnés (durcir les conditions pour bénéficier d'une pension, les conditions de réversibilité, etc.) ;
- baisse des pensions versées ;
- report des dépenses sur d'autres acteurs économiques (y compris un autre organisme de financement des retraites quand il y en a plusieurs).

Il y a des interactions entre les comptes des régimes de retraite et ceux des autres systèmes sociaux. Par exemple, dans le cas des systèmes de préretraite pour chômeur, les caisses de retraite paient, et non les caisses d'assurance chômage ; c'est l'inverse dans le cas d'un recul de l'âge de départ à la retraite (car les actifs âgés deviennent chômeurs ou bien occupent un poste qui n'est alors plus disponible à un autre actif), à moins que la situation de l'emploi s'améliore.
On peut également jouer sur la démographie : favoriser l'immigration ou la natalité augmente le nombre de cotisants si les nouveaux entrants sont actifs. Il faut en outre tenir compte de l'impact de telles politiques sur les autres paramètres sociaux (politiques d'éducation ou d'intégration, environnement, etc.).
Reculer l'âge de la retraite effective (en augmentant la durée de cotisation par exemple) réduit les dépenses en baissant le nombre de retraités, et peut augmenter le nombre de cotisants si le chômage des seniors et des jeunes actifs reste sous une certaine limite.
Une augmentation du financement peut passer par des subventions de l'État, elle-même nourries par des suppléments d'impôts et de taxes (notamment sur le capital ou la consommation, TVA sociale par exemple). Un financement par l'État change toutefois sensiblement la nature du régime. D'un outil de solidarité entre travailleurs (théorie du salaire différé ou salaire social, conception bismarckienne de la protection sociale), il devient un outil de redistribution des richesses (conception beveridgienne), avec des impacts sur l'économie générale et modifie le rôle des différents acteurs, ce qui ne fait pas l'unanimité et explique l'intensité des débats en la matière.

## Critiques

### Caractère obligatoire
Le caractère obligatoire du système de retraite par répartition est nécessaire à sa pérennité : les actifs cotisent au profit des retraités et le système leur assure qu'une fois eux-mêmes retraités, ce seront les nouveaux actifs qui cotiseront pour leurs retraites.
La plupart des pays de l'Organisation de coopération et de développement économiques (OCDE) ne permettent pas de système privé de retraite par répartition, même avec une capitalisation partielle,.
Cette obligation générale est compatible avec une diversité de régimes éligibles, moyennant des compensations adéquates en fonction des évolutions du flux des entrants nouveaux. Il peut coexister plusieurs régimes de retraite par répartition, gérés par des caisses de retraite différentes dans le cadre de la sécurité sociale, comme c'est le cas en France.

## Calcul des pensions
Le calcul des futurs droits à pension peut être fait de plusieurs façons, en tenant compte des cotisations versées (pondérées en fonction de leur date), ou d'autres facteurs tels que la maternité, la santé, etc. ; le dernier salaire est une référence importante dans la mesure où il détermine le taux de remplacement.
Une des méthodes alternatives pour calculer les droits à pensions est de se baser sur une accumulation fictive, comme s'il y avait une retraite par capitalisation. Dans un système de retraite par points, les cotisations sont définies, mais les droits qu'elles donnent sont modulés par la valeur d'un point d'acquisition : plus il est élevé, moins on obtient de droit à pension future (de points) pour une cotisation donnée. Les prestations sont également définies, mais par rapport à une valeur de service du point : plus il est élevé, plus la pension est forte pour un nombre de points donné, et en modulant la valeur de service du point, on module le montant des pensions. Une autre variante est celle de la capitalisation virtuelle (ou : à comptes notionnels),.
Dans ces deux cas, le principe général d'accumulation de droits virtuels est identique, mais les deux systèmes sont subtilement différents par la façon dont il revalorise ce capital virtuel entre le moment où il est acquis (quand une cotisation est versée) et le moment où la pension est servie. Dans un régime par points, chaque point acquis reste identique à lui-même jusqu'au paiement de la pension. Alors, le nombre de points est converti en pension par l'application de la valeur du point de service ; tandis que dans un régime par capitalisation virtuelle ce capital virtuel est réévalué chaque année par l'application d'un coefficient jugé adéquat — évolution du PIB ou du salaire moyen ou inflation, par exemple —, et au moment de la liquidation, ce capital est converti en pension selon un principe de neutralité actuarielle.

## Historique

### Origine
Les premiers systèmes de retraite obligatoires mis en place furent des systèmes par capitalisation, tels celui de Otto von Bismarck en 1889 en Allemagne ou les retraites ouvrières et paysannes en 1910 en France.
Ils en rencontrèrent les limites lors des crises économiques et l'inflation suivant les deux guerres mondiales.
Historiquement, les systèmes de retraite par répartition ont été créés ou se sont généralisés lorsqu'un événement grave (guerre, crise financière) ne permettait pas à une fraction importante de la population de disposer d'un capital qui lui assurerait une retraite décente (Laffargue 2008, p. 316). Face à ce qui était perçu comme une instabilité du capital, les retraites par répartition assoient leur financement sur la croissance de la masse salariale, qu'on peut sur la longue période considérer comme similaire à celle du PIB (Laffargue 2008, p. 316).

### Dans le monde
En Allemagne, le système est mis en place en 1889 par le chancelier Otto von Bismarck face à la fulgurante montée des Socialistes qu'il cherchait à encadrer.
Aux États-Unis, il est mis en place à la suite de la crise de 1929. Dans d'autres pays, c'est la destruction du capital matériel durant la Seconde guerre mondiale qui nécessite son introduction.
Au Royaume-Uni, en 1975, un système de retraite par répartition alimenté par des cotisations sociales est mis en place et fournit une retraite minimum (« State Pension »). Au delà de cette pension de retraite minimum (9 142 £ par an en 2020), la majeure partie de la retraite au Royaume-Uni reste issue d'un système privé de retraite par capitalisation.
En Italie, depuis 1996, la pension se calcule au prorata des cotisations versées tout au long de la carrière, et indexée sur l'espérance de vie.
En Espagne, le système, l'un des plus généreux en Europe, avec un départ légal à 65 ans et un taux de remplacement de 85 %, est basé sur un système public de répartition comme en France.

### En France
L'occupation allemande provoque de nombreuses difficultés économiques qui conduisent le gouvernement de Vichy à puiser dans les caisses de retraite existantes pour financer des pensions pour les assurés sociaux de l'industrie et du commerce. Cette mesure constitue les prémices d'un système de retraite par répartition.
Ainsi, le décret loi du 14 mars 1941, du régime de Vichy crée l'allocation aux vieux travailleurs salariés, premier étage du minimum vieillesse, et une pension de retraite par répartition pour les assurés du commerce, de l'industrie et des professions agricoles dans le cadre de la « Révolution nationale ». Elle est mise en place par René Belin, ancien dirigeant de la CGT devenu ministre du Travail du gouvernement François Darlan. « Pour amorcer son fonctionnement, l'État français, aidé par d'anciens dirigeants CGT, y affecte les fonds de retraite capitalisés depuis 1930 ».
Le régime de retraite par répartition en vigueur en France depuis 1946, résulte d'un vote, le 26 avril 1946, de la première assemblée législative élue après la Libération, adoptant un projet conçu et mis en place, dans le cadre de la Sécurité sociale, par Pierre Laroque,, Alexandre Parodi et Ambroise Croizat. La loi du 22 mai 1946 institue les régimes de base de tous les assurés sociaux, quelle que soit leur profession, et encadre la création des régimes de retraite complémentaire obligatoires.
La situation déficitaire du régime conduit à des réformes depuis les années 1990, l'effet cumulé de la hausse du chômage, du papy boom et de la hausse de l'espérance de vie faisant peser sur le travail une charge de plus en plus lourde. Certains commentateurs, se basant sur le seul coût du papy-boom, estiment qu'il n'est qu'un prétexte et que les réformes des retraites résultent d'une volonté de diminuer la part du PIB affectée à ces retraites,.

### Au Chili
Le cas du Chili mérite un développement parce qu'il est le premier exemple moderne d'une conversion d'un système général par répartition en système par capitalisation.
Le Chili avait un système de retraite par répartition depuis les années 1920. Le système comportait 32 caisses en 1979 et posait des problèmes d'équité, de fraude aux cotisations en raison d'un taux pouvant atteindre 50 % du salaire et de financement (des subventions croissantes par l'État s'étant révélées nécessaires, passée la longue période où le rapport exceptionnellement élevé entre cotisants et retraités avait conduit à augmenter les prestations). José Piñera, ministre sous le régime d'Augusto Pinochet, décide de remplacer par un système fondé sur la capitalisation et géré par le privé. Fin 1980, après une longue préparation entamée dès 1974 (uniformisation des régimes, hausse des âges légaux de départ à la retraite, création d'excédents budgétaires pour financer la transition), l'entrée dans l'ancien système est fermé ; les anciens adhérents, qui peuvent malgré tout rester dans ce système, choisissent massivement de le quitter car le nouveau est plus avantageux en termes de salaire net, avec un taux de cotisation passant à 13 % du revenu, plus souple, et lie le montant des prestations versées aux cotisations payées : en 1996, les cotisants selon l'ancien système ne représentaient plus que 4 % de la population active.
La réforme apparait comme un succès à certains observateurs étrangers et cette transition d'une retraite par répartition vers une retraite par capitalisation devient un modèle, qui inspire de nombreux pays pour leurs propres réformes en la matière. Néanmoins, cette réforme met aussi en évidence plusieurs problèmes : un rendement faible des capitaux accumulés, du fait de frais de gestion élevés (90 % des cotisations en 1984, ramené à 10 % en 1995) ; une surcharge budgétaire pour l'État qui, pendant la période de transition prévue pour 2045 règle les pensions des retraités de l'ancien régime, assure le règlement de cotisations initiales pour ceux qui basculent vers le nouveau système, et un risque puisqu'il garantit les risques de faillite des gestionnaires privés, l'équivalent d'un minimum retraite, et les carences en gestion des sociétés qui auraient de trop faibles performances.
D'après Le Monde diplomatique la crise de 2008 révèle certaines faiblesses des Administradoras de Fondos de Jubilaciones y Pensiones (es) comme faible part des cotisations investies et sensibilité aux cours des actions, tandis qu'après la crise Contrepoints ainsi que l'Institute of Economic Affairs affirment que le système a résisté à la crise,.
En 2008 le gouvernement de Michelle Bachelet a réformé le système vers plus de flexibilité, moins de régulation et une plus grande responsabilisation des administrateurs de fonds de pension.
En 2019 des millions de manifestants contestent le régime et l'une de leur principale revendications c'est le trop faible niveau des retraites provenant du système par capitalisation. La majorité des Chiliens perçoivent une retraite inférieure au salaire minimum qui s'élève à 375 euros par mois, dans un pays dont le niveau de vie est proche de celui des pays occidentaux. Le faible niveau des retraites est principalement dû à un niveau de cotisation trop faible, la majorité des chiliens se contentant de cotiser au taux minimal obligatoire de 10% du salaire. Afin d'assurer un bon taux de remplacement, la loi chilienne défiscalise cependant les cotisations jusqu'à un taux de 20 % du salaire.

### Au Canada
En 1963, le Québec tente de créer le Régime de rentes du Québec (RRQ). Le fédéral s'y oppose en tentant de créer un organisme pancanadien avec la même fonction, le Régime de pensions du Canada (RPC/CPP). Le Québec résiste et réussit à obtenir la coexistence de deux régimes qui, toutefois, devront adopter la même formule afin de permettre de transférer des travailleurs d'un régime à l'autre plus facilement. Le fédéral propose alors la retraite par répartition, alors que le Québec (le jeune sous-ministre Jacques Parizeau) propose un fonds de pension investi dans l'économie québécoise, géré par un nouvel organisme qui s'appellerait la Caisse de dépôt et placement du Québec (CDPQ). Le fédéral réplique « La puissance d’un gouvernement possédant autant d’argent serait effarante, déclare la ministre fédérale Judy LaMarsh. En contrôlant les capitaux d’investissement, il serait en position de dominer les affaires. On risquerait de déboucher sur une sorte de national-socialisme, tel qu’il s’exerçait dans l’Allemagne nazie » (Judy LaMarsh, 27 septembre 1963),. Peu après, le fédéral imite la formule québécoise en créant l'Office d'investissement du régime de pensions du Canada (OIRPC/CPPIB). C'est ainsi que le Canada n'a jamais eu de retraite par répartition.